# Podwołoczyska (stacja kolejowa)
Podwołoczyska (ukr. Підволочиськ) – stacja kolejowa w miejscowości Podwołoczyska, w rejonie tarnopolskim, w obwodzie tarnopolskim, na Ukrainie. Położona jest na linii Odessa – Lwów, będąc pierwszą stacją na tej linii zarządzaną przez Kolej Lwowską.

## Historia
Stacja została oddana do użytku w 1871 jako austro-węgierska stacja graniczna na granicy z Rosją. Położona była na trasie kolei galicyjskiej im. Karola Ludwika, pomiędzy stacjami Bogdanówka Kamionki i rosyjską stacją graniczną Wołoczyska. Przy stacji znajdowały się wówczas główny urząd cłowy II klasy, biuro spedycyjne c.k. Austriackich Kolei Państwowych oraz agencje handlowe z całej Europy. Była ona wówczas głównym rynkiem zbytu zboża z południowo-zachodnich guberni Rosji na rynki zachodnie. Wokół stacji rozwinęło się miasteczko Podwołoczyska. 
Po I wojnie światowej pozostała stacją graniczną, wówczas polską na granicy ze Związkiem Sowieckim. Od strony polskiej dojeżdżał tu pociąg ze Lwowa, a od strony sowieckiej pociąg z Odessy. Na stacji mieścił się urząd celny.
Po II wojnie światowej stacja znalazła się w Związku Sowieckim i utraciła nadgraniczny charakter.

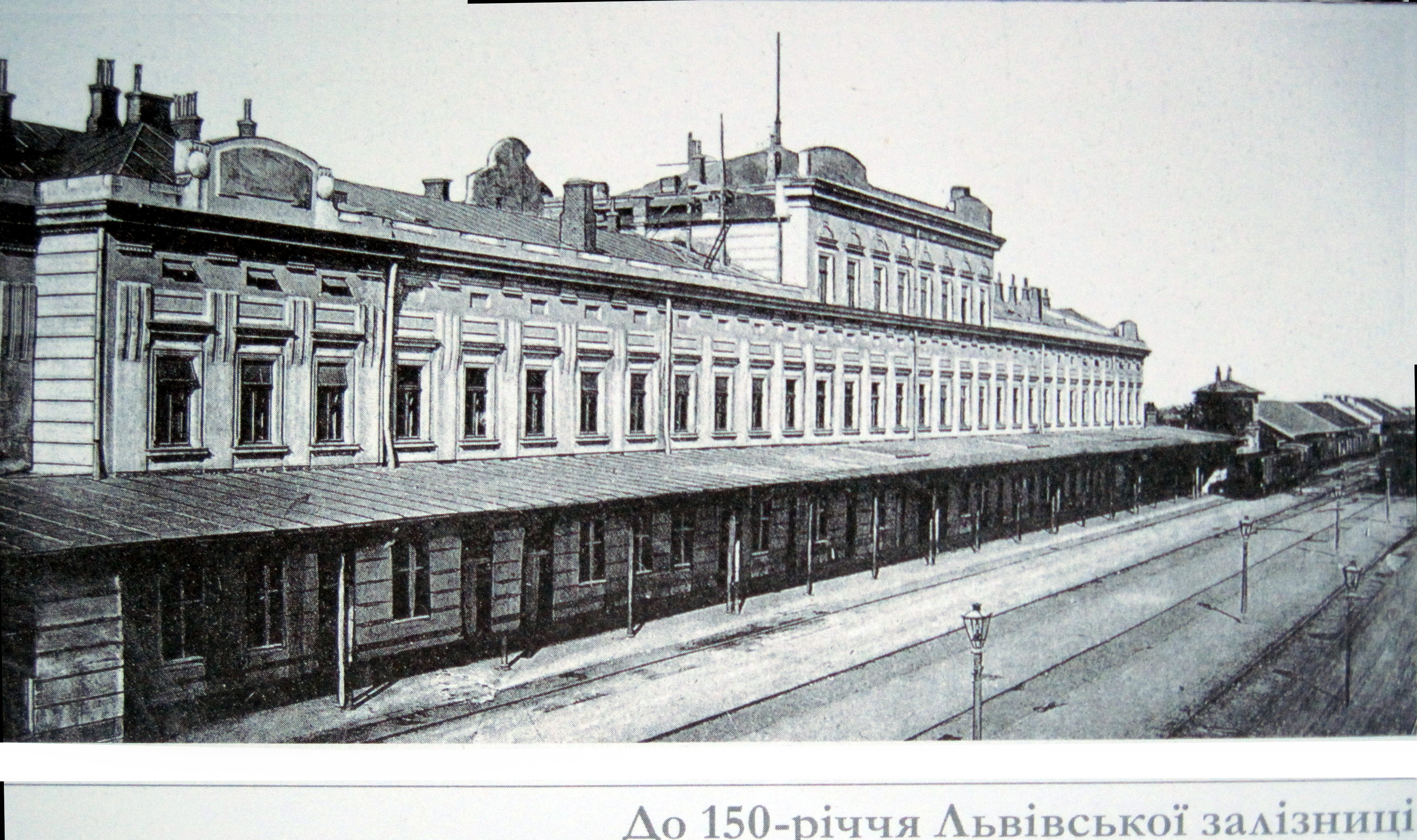
Stacja w czasach austro-węgierskich